# آرثر إس. توماس
آرثر إس. توماس (بالإنجليزية: Arthur S. Thomas)‏ هو ضابط أمريكي، ولد في 15 يوليو 1935 في مانكاتو في الولايات المتحدة، وتوفي في 19 يناير 2001 في واشنطن العاصمة في الولايات المتحدة.